# 二宮バイパス
二宮バイパス（にのみやバイパス）は、茨城県筑西市から栃木県真岡市にかけて通る国道294号（国道408号重複）のバイパスである。全区間が常総・宇都宮東部連絡道路に含まれる。

## 概要

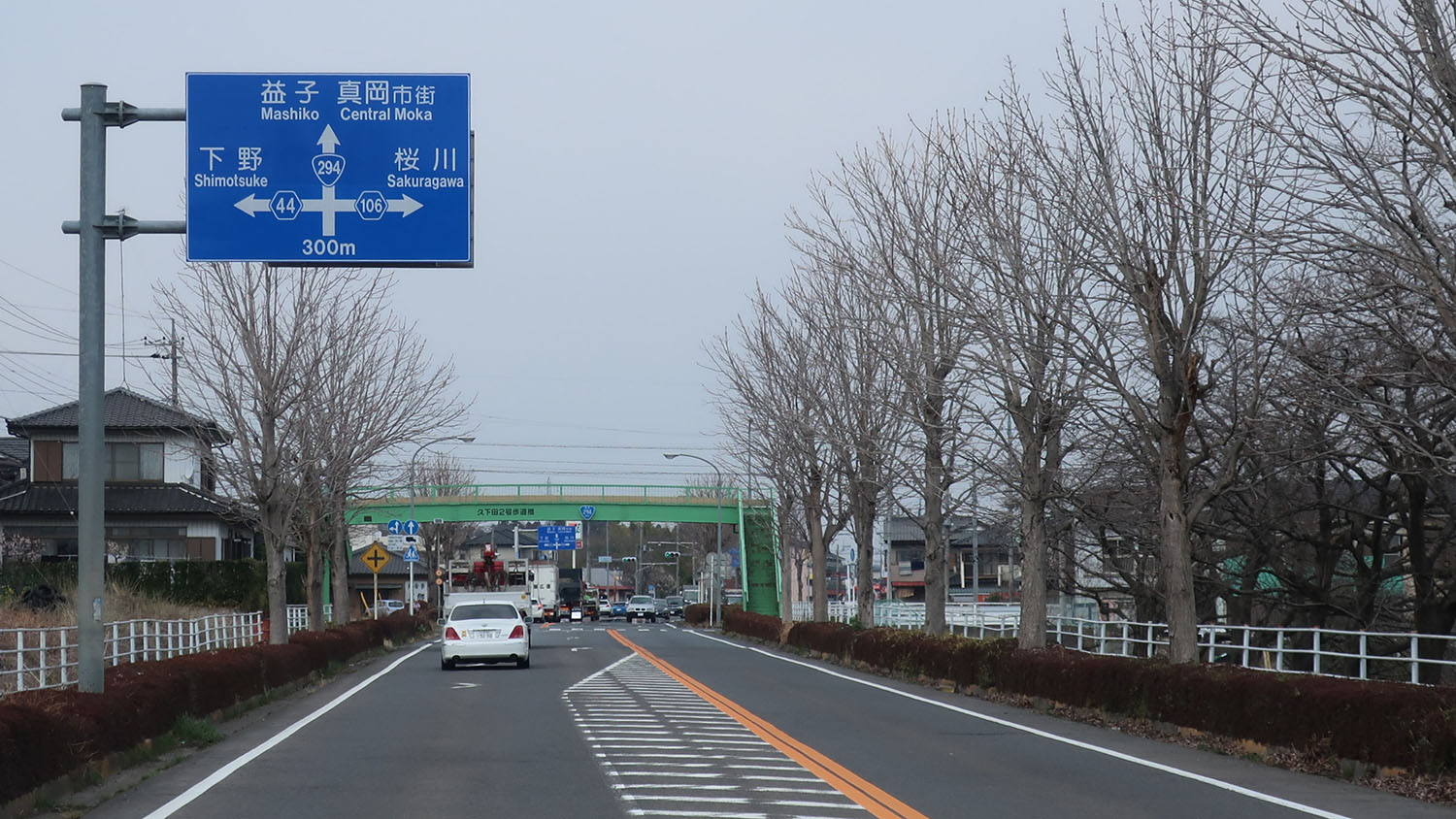
二宮バイパス
栃木県真岡市久下田

真岡市の二宮市街地を通る旧道は、茨城県側の常総バイパスの順次開通や真岡工業団地の整備などに伴い交通量が急増し、中心部の交通混雑が問題化した。また、茨城・栃木県境には約300mにわたる急勾配に加えS字カーブが存在しており、幅員も6mと狭かった。このため、交通事故（とりわけ下り坂でスピードがついたトレーラーや大型トラックがセンターラインをはみ出すばかりか沿道の民家へ飛び込むような大事故）が多発し、地域住民が恐れているところであった。
このような状況を解決するために建設されたのが当バイパスであり、旧道の西側を迂回している。1973年に着工し、1985年に全線開通した。
沿線には道の駅にのみやが併設されている。

### 路線データ
- 起点：茨城県筑西市樋口（旧国道294号分岐、常総バイパス終点）
- 終点：栃木県真岡市寺内（寺内南交差点＝国道294号・国道408号分岐、八木岡バイパス起点）
- 総距離：4.33km
- 車線数：片側2車線（上り線の寺内南交差点以南約200mの区間および茨城県内の全区間）および片側1車線
- 幅員：18m（一部22m）
- 総事業費：19億8800万円

なお、前後の常総バイパスや八木岡バイパスが4車線なのに対し二宮バイパスは2車線であることや、常総・宇都宮東部連絡道路の整備の一環として国道408号真岡南バイパスが開通することより更なる交通量増大が見込まれることから、4車線に拡幅すべきとの声が挙がり、片側1車線となっている区間について「二宮拡幅」事業（延長4,100m、道路幅22m、事業費見込み約20億円）として順次片側2車線への改良が行なわれている。

## 沿革
- 1973年（昭和48年）：着工
- 1980年（昭和55年）：久下田西4丁目交差点（栃木県道310号交点） - 終点間2.25km開通
- 1983年（昭和58年）：久下田西7丁目交差点（栃木県道44号交点） - 久下田西4丁目交差点間0.98km開通
- 1984年（昭和59年）3月29日：下館市大字折本 - 同市大字樋口（県境）の工事区間を道路区域に指定[3]
- 1985年（昭和60年）5月24日：起点 - 久下田西7丁目交差点間1.1km開通、全線開通
- 2019年（令和元年）：「二宮拡幅」の設計に着手[4]
- 2020年（令和2年）：「二宮拡幅」の用地調査に着手[2]
- 2021年（令和3年）：「二宮拡幅」のうち、用地がすでに確保されている南側区間（茨城県境から2,200m）について工事に着手[5]

## 地理

### 交差する道路
- 栃木県道44号栃木二宮線
- 栃木県道106号久下田停車場線
- 栃木県道310号下野二宮線
- 栃木県道166号西田井二宮線

### 沿線
- 道の駅にのみや
- 日立エーアイシー芳賀工場・配線板事業部石岡工場
- 真岡市立久下田小学校
- 真岡市立久下田中学校
- 久下田郵便局
- タカノフーズ鬼怒川工場
- 三池工業栃木工場
- 全国農協食品関東工場
- 渡邉プラスチックス真岡工場
- ローヤル企画もおか工場
- 大貴真岡工場
- 森六テクノロジー開発センター
- かなえ栃木工場

## バイパスの位置関係
常総バイパス - 二宮バイパス - 八木岡バイパス - 真岡バイパス